# USS Barry (DD-2)
USS Barry (DD-2) byl torpédoborec třídy Bainbridge sloužící u Námořnictva Spojených států amerických. Byl pojmenován po komodoru Johnovi Barrymu.

## Konstrukce
Loď byla stavěna loděnicí Neafie and Levy Ship and Engine Building Company ve Filadelfii. Spuštěna na vodu byla 22. března 1902, její patronkou se stala Charlotte Adamsová Barnesová, prapraneteř komodora Barryho. Dne 24. listopadu 1902 byla uvedena do služby pod velením poručíka Nobleho Edwarda Irwina.

## Služba

### Před první světovou válkou
Barry byl přiřazen k 1. torpédové flotile u Severoatlantického loďstva. Během léta 1903 se zúčastnil manévrů u pobřeží Nové Anglie. V prosinci 1903 opustil východní pobřeží a skrze Suezský průplav doplul v dubnu 1904 na Filipíny, kde se přiradil k Asijské eskadře. Zde sloužil až do srpna 1917, vyjma dvou krátkých období mimo službu (2. dubna až 21. prosince 1908 a 21. října 1912 až 24. června 1913).

### První světová válka
Po vstupu Spojených států amerických do první světové války opustil Barry 1. srpna 1917 Filipíny a skrze Suez doplul 20. října do Gibraltaru. Zde se podílel na doprovodu obchodních lodích ve Středomoří až do srpna 1918. Poté odplul zpět do USA, do Charlestonu, kam dorazil 5. září. V Charlestonu zůstal do konce roku, podílel se na hlídkové a konvojové službě. V lednu 1919 odplil do Filadelfské námořní loděnice, kde byl 28. června vyřazen ze služby a následně 3. ledna 1920 prodán Josephu G. Hitnerovi k sešrotování.